# Loma del Tecolote
Loma del Tecolote är en ort i Mexiko.   Den ligger i kommunen Cuernavaca och delstaten Morelos, i den sydöstra delen av landet, 60 km söder om huvudstaden Mexico City. Loma del Tecolote ligger 1 651 meter över havet och antalet invånare är 130.
Terrängen runt Loma del Tecolote är huvudsakligen kuperad, men åt sydost är den platt. Runt Loma del Tecolote är det mycket tätbefolkat, med 1 517 invånare per kvadratkilometer. Närmaste större samhälle är Cuernavaca, 3,2 km öster om Loma del Tecolote. I omgivningarna runt Loma del Tecolote växer huvudsakligen savannskog.